# Ecuación de Adams-Williamson
La ecuación de Adams-Williamson, que lleva el nombre de LH Adams y ED Williamson, es una ecuación diferencial que se utiliza para determinar la densidad en función del radio, es principalmente usada para determinar la relación entre las velocidades de las ondas sísmicas y la densidad del interior de la Tierra. Teniendo en cuenta la densidad media de las rocas en la superficie de la Tierra, y los perfiles de las velocidades de la onda P y la onda S en función de la profundidad, se puede predecir cómo aumenta la densidad con la profundidad. Asume que la compresión es adiabática y que la Tierra es esférica simétrica, homogénea y en equilibrio hidrostático. También se puede aplicar a capas esféricas con esta propiedad. Es una parte importante de los modelos del interior de la Tierra, como el modelo de referencia preliminar de la Tierra (PREM).

## Historia
Williamson y Adams desarrollaron por primera vez la teoría en 1923. Concluyeron que «por lo tanto, no es posible explicar la alta densidad de la Tierra a partir de sólo la compresión. El interior denso no puede consistir en rocas ordinarias comprimidas en un volumen pequeño; nos apoyamos en la única alternativa razonable, es decir, la presencia de un material más pesado, probablemente algún metal, que, para juzgar por su abundancia en la corteza de la Tierra, en meteoritos y al sol, es probablemente hierro».

## Teoría
Los dos tipos de ondas sísmicas son las «ondas de presión» (ondas P) y «ondas de corte» (ondas S). Ambas tienen velocidades determinadas por las propiedades elásticas del medio que atraviesan, en particular el módulo de compresibilidad K, el módulo de elasticidad transversal μ, y la densidad ρ. En términos de estos parámetros, la velocidad de la onda P (vp) y la velocidad de la onda S (vs) son:
{\displaystyle {\begin{aligned}v_{p}&={\sqrt {\frac {K+(4/3)\mu }{\rho }}}\\v_{s}&={\sqrt {\frac {\mu }{\rho }}}.\end{aligned}}}
Estas dos velocidades se pueden combinar en un parámetro sísmico
{\displaystyle \Phi =v_{p}^{2}-{\frac {4}{3}}v_{s}^{2}={\frac {K}{\rho }}.} (ecuación 1)
La definición del módulo de compresibilidad,
{\displaystyle K=-V{\frac {dP}{dV}},}
es equivalente a:
{\displaystyle K=\rho {\frac {dP}{d\rho }}.} (ecuación 2)
Supongamos que una región a una distancia r del centro de la Tierra se puede considerar un fluido en equilibrio hidrostático, y es actuada por la atracción gravitacional de la parte de la Tierra que está debajo de ella y la presión de la parte que hay sobre ella. Supongamos también que la compresión es adiabática (por lo tanto, la dilatación térmica no contribuye a variaciones de densidad). La presión P(r) varía con r según
{\displaystyle {\frac {dP}{dr}}=-\rho (r)g(r),} (ecuación 3)
donde g(r) es la aceleración gravitacional con el radio r.
Si se combinan las ecuaciones 1, 2 y 3, obtenemos la ecuación de Adams-Williamson:
{\displaystyle {\frac {d\rho }{dr}}=-{\frac {\rho (r)g(r)}{\Phi (r)}}.}
Esta ecuación se puede integrar para obtener
{\displaystyle \ln \left({\frac {\rho }{\rho _{0}}}\right)=-\int _{r_{0}}^{r}{\frac {g(r)}{\Phi (r)}}dr,}
donde r0 es el radio a la superficie de la Tierra y ρ0 es la densidad en la superficie. Dado ρ0 y los perfiles de las velocidades de la onda P y onda S, la dependencia radial de la densidad se puede determinar mediante la integración numérica.